# Federação Maranhense de Futsal
La Federação Maranhense de Futsal (conosciuta con l'acronimo di FMAFS) è un organismo brasiliano che amministra il calcio a 5 nella versione FIFA per lo stato del Maranhão.
Fondata il 15 maggio 1980, la FMAFS ha sede nel capoluogo São Luís ed ha come presidente Janny Eidi Silva de Oliveira. La sua selezione non ha mai vinto il Brasileiro de Seleções de Futsal, e non è mai giunto sul podio della medesima competizione.